# Phacidiella salicina
Phacidiella salicina är en svampart som beskrevs av P. Karst. 1884. Phacidiella salicina ingår i släktet Phacidiella, ordningen disksvampar, klassen Leotiomycetes, divisionen sporsäcksvampar och riket svampar.   Inga underarter finns listade i Catalogue of Life.